# L'Auberge du petit dragon
Pour plus de détails, voir Fiche technique et Distribution.
L'Auberge du petit dragon est un film français réalisé par Jean de Limur, sorti en 1934.

## Synopsis
Une jeune fille fiancée à un cavalier peu fin tombe amoureuse de son inséparable copain, un garçon bien plus dégourdi.

## Fiche technique
- Titre : L'Auberge du Petit Dragon[1]
- Réalisation : Jean de Limur
- Dialogues : René Pujol
- Production : Max Glass
- Société de production : Flora-Film
- Musique : Ralph Erwin
- Photographie : Léonce-Henri Burel
- Pays d'origine :  France
- Format : Noir et blanc
- Genre : Comédie
- Durée : 89 minutes
- Date de sortie : 
  - France : 13 décembre 1934

## Distribution
- Albert Préjean : Albert
- Paulette Dubost : Marie
- Rosine Deréan
- Pierre Etchepare : Prosper
- Raymond Cordy : Emile
- Jim Gérald
- Madeleine Guitty : la belle Regina
- Pierre Larquey : le commissaire
- Gaston Modot : l'impresario
- Robert Pizani : le cabot
- Germaine Reuver
- Danielle Darrieux
- Adrienne Trenkel